# Jan Aalberts
Jan Aalberts (23 december 1939) is oprichter van Aalberts Industries, een fabrikant van machineonderdelen op onder andere het gebied van warmte- en oppervlaktebehandeling en flow control. Dit bedrijf is met een omzet van ruim € 2 miljard in 2013 en 12.500 werknemers een wereldwijd opererende beursgenoteerde onderneming. Aalberts was lid geweest van de raad van commissarissen van verschillende Nederlandse ondernemingen.
In 2012 droeg hij de dagelijkse leiding van Aalberts Industries en haar dochterondernemingen over aan Wim Pelsma. Hij was nog tot in 2014 in functie als president-commissaris. Aalberts bleef bij de onderneming betrokken als grootaandeelhouder. Daarnaast is hij bestuursvoorzitter van Aalberts Investments te Maarsbergen. Deze organisatie investeert of participeert in kleinere en middelgrote productiebedrijven met eigen producten, voornamelijk in Europa en de Verenigde Staten. Het kan gaan om groeiende, financieel gezonde familiebedrijven of desinvesteringen van grote ondernemingen.
Aalberts werd in 2004 en 2010 door de Vereniging van Effectenbezitters uitgeroepen tot beleggerstopman van het jaar en heeft in het jaar 2000 de onderscheiding Officier in de Orde van Oranje Nassau ontvangen.